# Centrum Informacyjne Sejmu

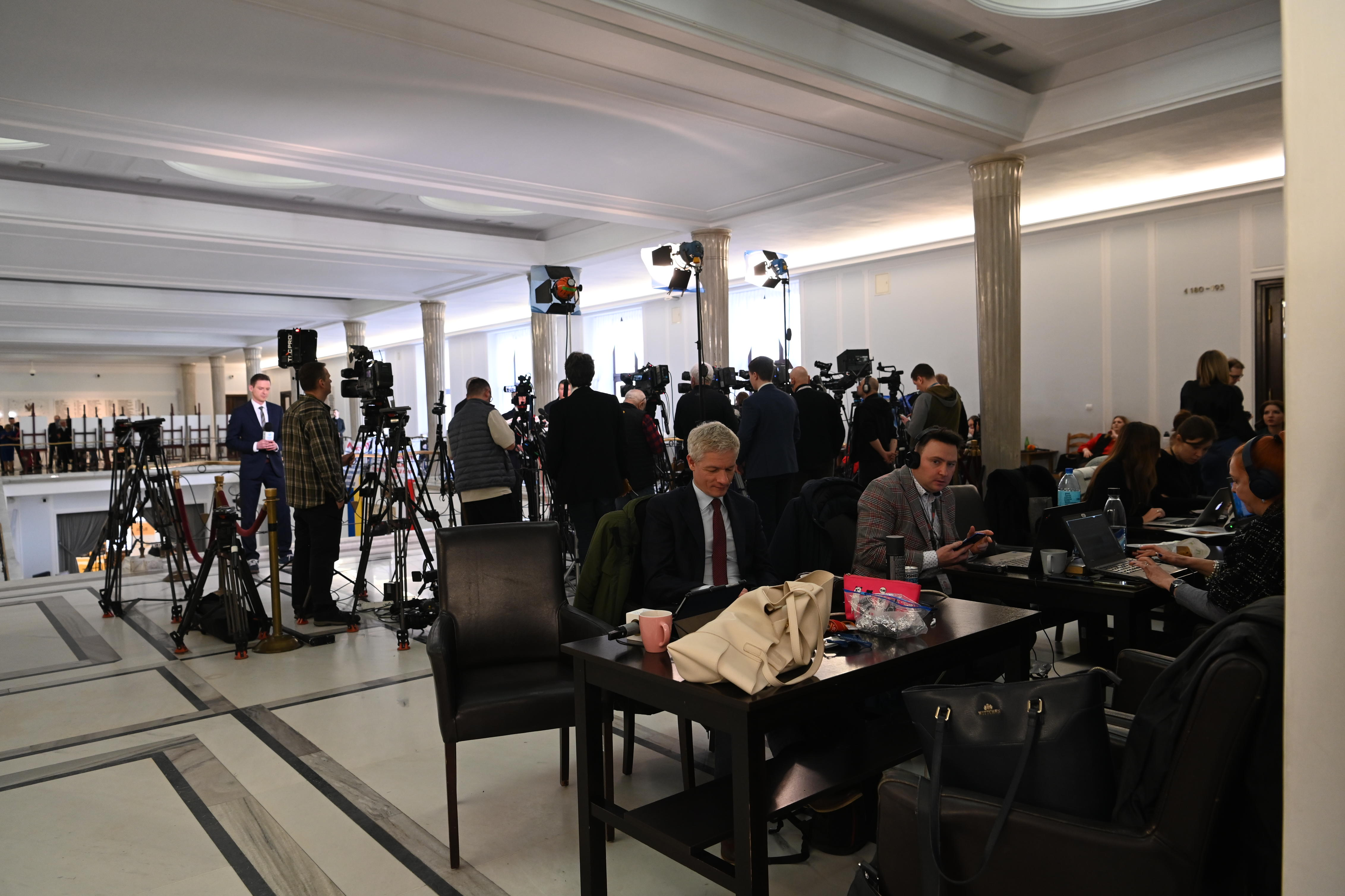
Hol główny gmachu Sejmu. Okolice tzw. stolika dziennikarskiego − miejsca, gdzie zwyczajowo gromadzą się korespondenci sejmowi.

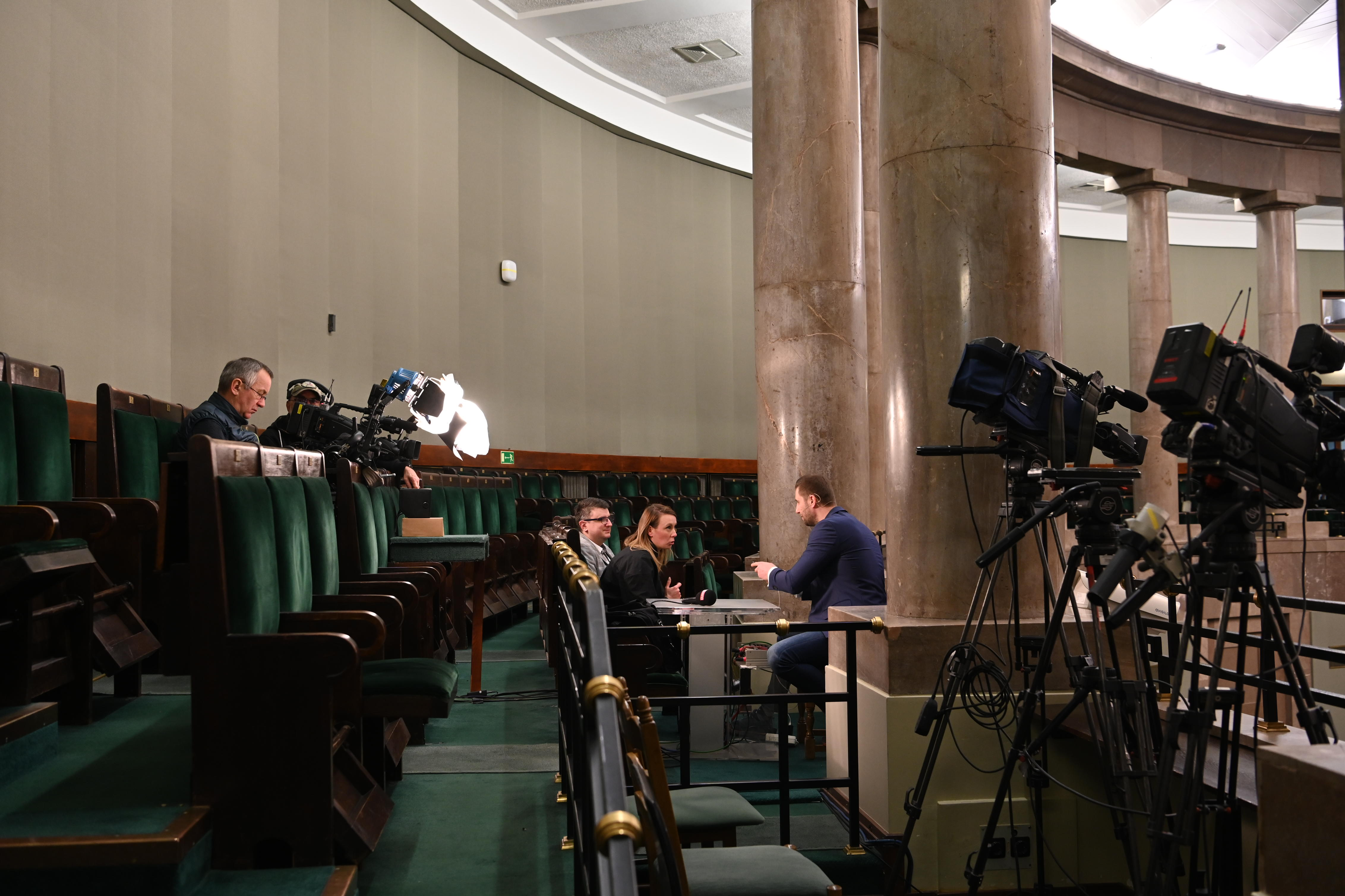
Galeria w Sali Posiedzeń Sejmu. Widok na lożę prasową.

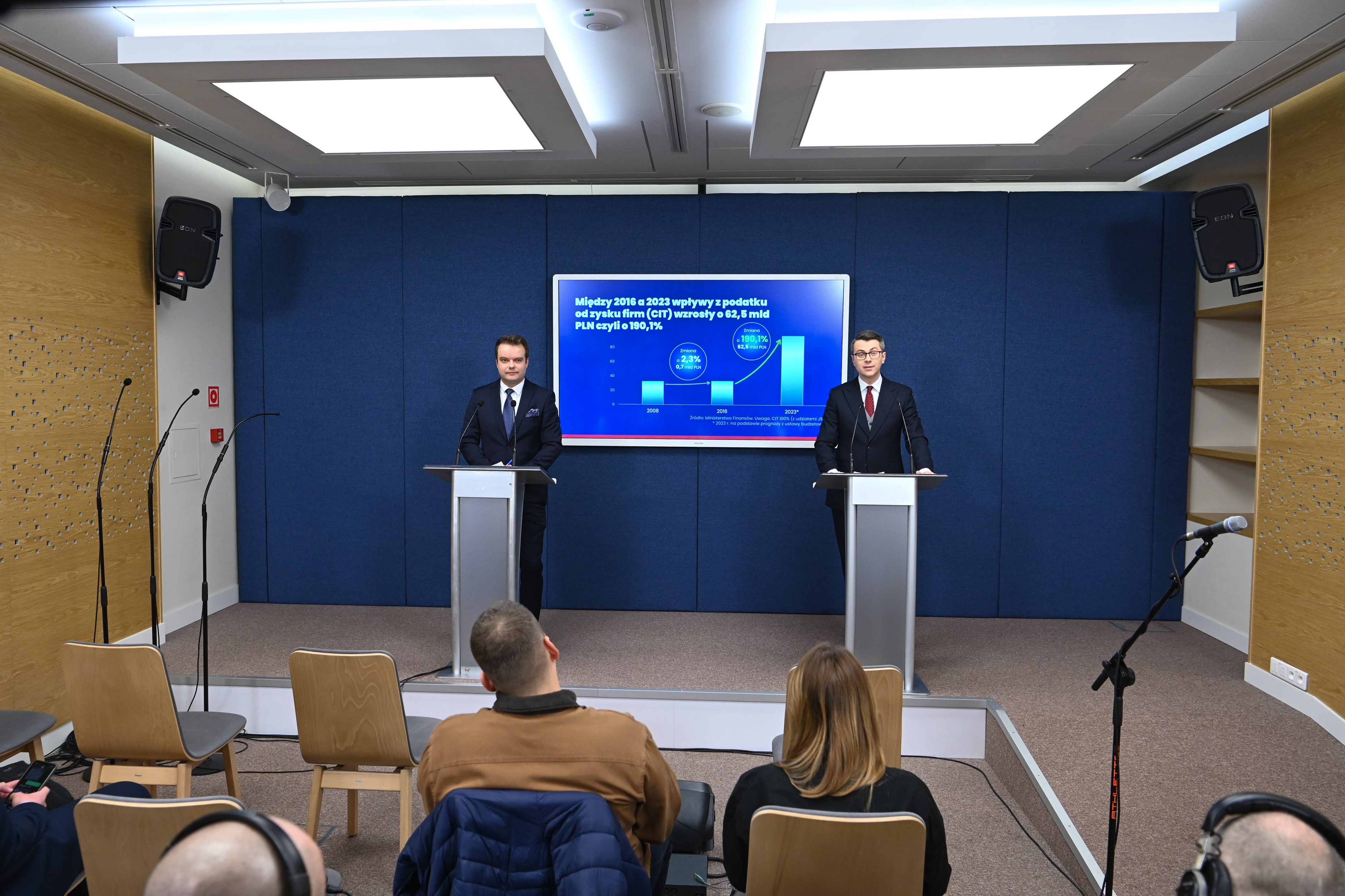
Sejm. Centrum Medialne. Konferencja prasowa rzecznika rządu Piotra Müllera oraz rzecznika partii Prawo i Sprawiedliwość Rafała Bochenka.

Centrum Informacyjne Sejmu − dawna komórka organizacyjna Kancelarii Sejmu, odpowiedzialną za obsługę medialną organów Sejmu, Kancelarii Sejmu oraz umożliwienie dziennikarzom relacjonowania prac Sejmu.
Struktura i zadania CIS wynikały z regulaminu Sejmu, statutu Kancelarii Sejmu oraz regulaminu organizacyjnego Kancelarii Sejmu, stanowiącego załącznik do zarządzenia nr 10 Szefa Kancelarii Sejmu z 25 marca 2002 r. ws. regulaminu organizacyjnego Kancelarii Sejmu.
26 lutego 2024 r. CIS zostało zlikwidowane.

## Historia CIS
W momencie zmian ustrojowych w Polsce w 1989 r. struktura organizacyjna Kancelarii Sejmu była oparta na zarządzeniu nr 8 Szefa Kancelarii Sejmu z 30 grudnia 1986 r. ws. szczegółowych zadań statutowych jednostek organizacyjnych Kancelarii Sejmu oraz organizacji wewnętrznej tych jednostek, obowiązującym od 1 stycznia 1987 r. Zgodnie z §2 pkt 7 tego zarządzenia, jedną ze statutowych jednostek organizacyjnych Kancelarii Sejmu było Biuro Prasowe.
Pierwsze po wyborach w 1989 r. zarządzenie ws. regulaminu Kancelarii Sejmu zostało wydane w 1991 r. Komórka organizacyjna obsługująca sprawy medialne zmieniła nazwę na Biuro Informacyjne, które w różnej strukturze działało do 2006 r. Wówczas nowelizacją z 24 maja 2006 r. (zarządzenie nr 15 Szefa Kancelarii Sejmu) utworzono nową komórkę organizacyjną Kancelarii Sejmu, odpowiedzialną za sferę medialną: Biuro Prasowe. Miało to miejsce 1 czerwca 2006 r.
Niemalże 11 lat później 1 kwietnia 2017 r., na podstawie zarządzenia nr 14 Szefa Kancelarii Sejmu z 28 marca 2017 r., biuro zyskało nową nazwę: Centrum Informacyjne Sejmu. 1 listopada 2018 r. CIS przejęło od Wydawnictwa Sejmowego zadanie zapewniania i udostępniania dokumentacji fotograficznej prac Sejmu. Od 1 października 2022 r. w ramach CIS funkcjowały: trzy Wydziały (Monitoringu, Strategii i Analiz; Informacji; Obsługi Medialnej) oraz Zespół Obsługi Foto i Wideo.

## Zadania CIS
Zgodnie z § 20 ust. 1 Regulaminu Organizacyjnego Kancelarii Sejmu CIS odpowiadało m.in. za:
- przygotowywanie materiałów na potrzeby Marszałka Sejmu w związku z udziałem w konferencjach prasowych i innych wydarzeniach,

- monitorowanie publikacji prasowych, audycji radiowych i telewizyjnych, a także materiałów rozpowszechnianych w mediach elektronicznych, dotyczących Sejmu i jego organów, posłów i Kancelarii Sejmu,

- przygotowywanie i publikacja zapowiedzi i komunikatów dotyczących posiedzeń Sejmu i innych wydarzeń odbywających się na terenie Sejmu, a także poza jego terenem, w sytuacji, gdy uczestniczyli w nich Marszałek Sejmu, Wicemarszałek Sejmu, przedstawiciel kierownictwa Kancelarii Sejmu lub odbywały się one pod patronatem honorowym Marszałka Sejmu,

- administrowanie profilami sejmowymi w mediach społecznościowych i relacjonowanie w nich działalności Sejmu, jego organów i Kancelarii Sejmu,Sejm, 17 stycznia 2023 r. Konferencja prasowa marszałek Sejmu Elżbiety Witek.

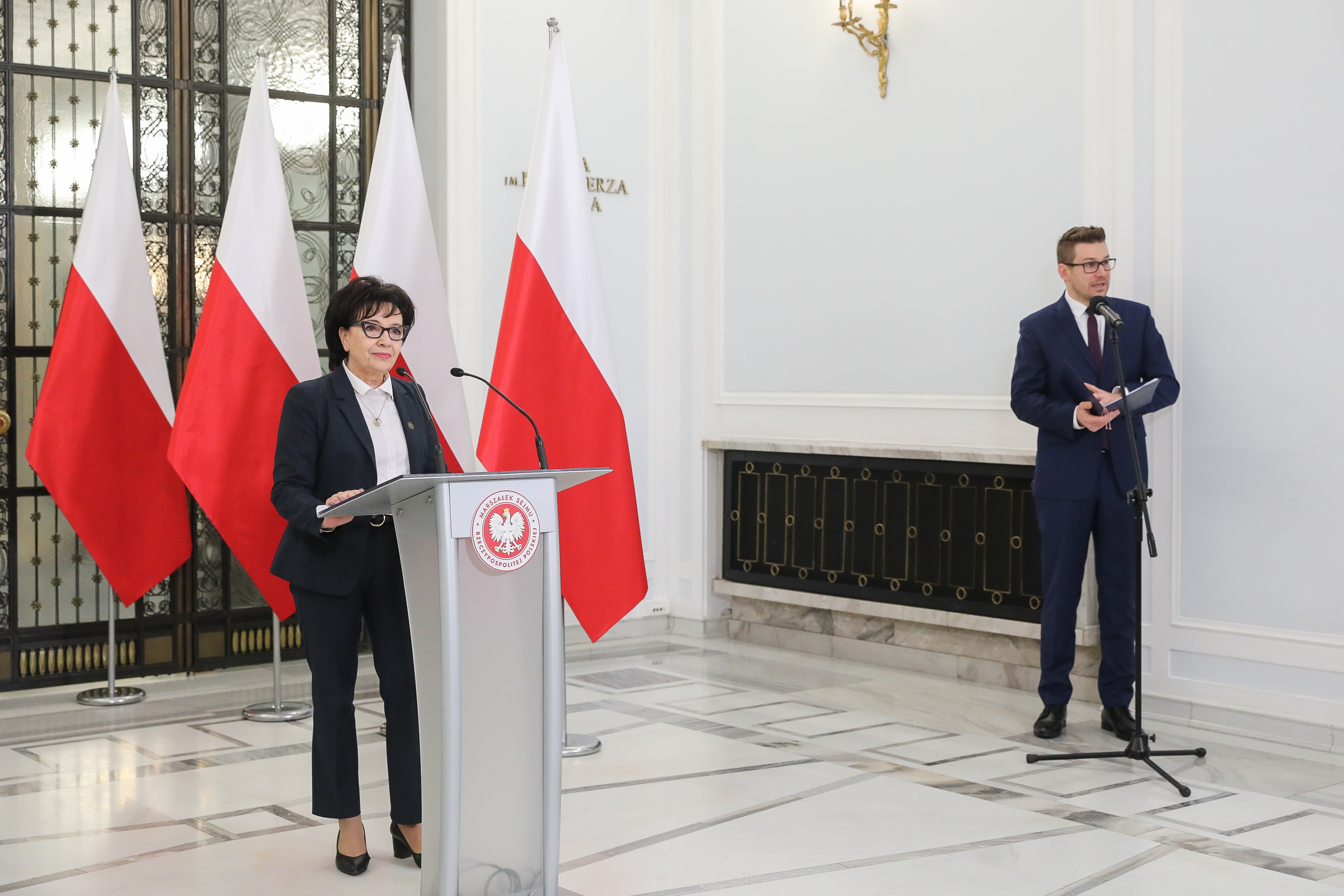
Sejm, 17 stycznia 2023 r. Konferencja prasowa marszałek Sejmu Elżbiety Witek.

- udzielanie odpowiedzi na pytania przedstawicieli mediów dotyczące działalności Sejmu i jego organów oraz Kancelarii Sejmu, a także współpraca z Biurem Komunikacji Społecznej w sprawach związanych z udostępnianiem informacji publicznej na pisemny wniosek,

- przygotowywanie komunikatów w sprawach wynikających z publikacji medialnych, dotyczących działalności Sejmu, jego organów i Kancelarii Sejmu,

- zapewnianie i udostępnianie dokumentacji fotograficznej działalności Sejmu, jego organów i Kancelarii Sejmu,

- obsługę medialną oraz organizacyjno-techniczną wizyt krajowych i zagranicznych z udziałem Marszałka Sejmu, Wicemarszałków Sejmu lub kierownictwa Kancelarii Sejmu oraz uroczystości państwowych organizowanych w Sejmie, a także wizyt gości zagranicznych,

- stwarzanie środkom masowego przekazu warunków niezbędnych do wykonywania ich funkcji i zadań na terenie Sejmu, w tym przyjmowanie i akceptowanie wniosków o wydanie kart prasowych oraz kart wstępu obsługi technicznej dziennikarzy.

### Media społecznościowe administrowane przez CIS
- Twitter: @KancelariaSejmu, @DziejeSejmu i prowadzony w języku angielskim @PLParliament;

- Instagram: @Sejmrp i @strazmarszalkowska;

- Facebook:  @Sejm i @DziejeSejmu;

- kanał wideo w serwisie YouTube.

### Strony internetowe redagowane przez CIS
- sekcja „Aktualności” (Wydarzenia) na głównej stronie Sejmu
- podstrona strony Sejmu, dotycząca aktywności Marszałka Sejmu
- podstrona strony Sejmu, dotycząca aktywności Wicemarszałków Sejmu

## Struktura[4]
Na czele CIS stał dyrektor. W kierowaniu pracami komórki organizacyjnej wspierał go wicedyrektor. W skład CIS wchodziły:
1. Wydział Monitoringu, Strategii i Analiz;
2. Wydział Informacji;
3. Wydział Obsługi Medialnej;
4. Zespół Obsługi Foto i Wideo.

## Dyrektorzy CIS po 1989 roku
- Janusz Zaporowski (1990–1991)
- Andrzej Grembowicz (1991–1992)
- Stanisław Kostrzewa (1992–2006)
- Janusz Kotański (2006–2007)
- Jarosław Józef Szczepański (2007–2008)
- Krzysztof Luft (2008–2010)
- Joanna Trzaska-Wieczorek (2010)
- Magdalena Krzymowska (2011–2016)
- Andrzej Grzegrzółka (2016–2024)[5]